# Nikki Iles

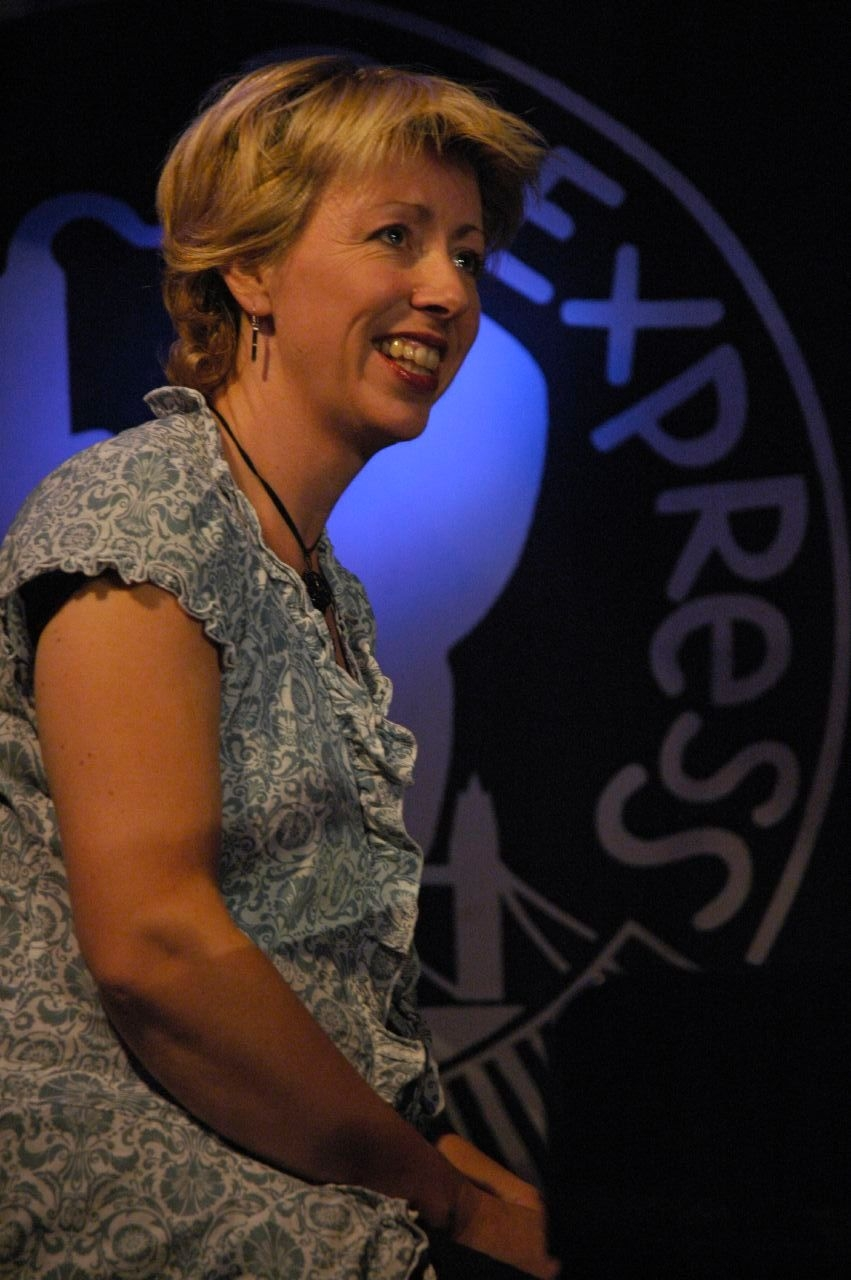
Nikki Iles, 2006

Nikki Anne Iles BEM (* 16. Mai 1963 in Dunstable, Bedfordshire als Nikki Burnham) ist eine britische Jazzmusikerin (Piano, auch Akkordeon, Arrangements und Komposition).

## Leben und Wirken
Nikki Iles’ Vater war Schlagzeuger, ihre Mutter Pianistin. Sie lernte zunächst Harmonika und Klarinette. Mit elf Jahren gewann sie einen Jugendwettbewerb der Royal Academy of Music; dort studierte sie dann von 1974 bis 1981 Klarinette und Piano. In dieser Zeit wurde sie Mitglied im Bedfordshire Youth Jazz Orchestra. Nachdem sie mit dem Jazz in Berührung gekommen war, studierte sie von 1981 bis 1984 Altsaxophon und Piano am Leeds College of Music.
Zunächst begleitete sie Bobby Wellins. Mit ihrem damaligen Ehemann, dem Trompeter Richard Iles, gründete sie die Formation Emanon, zu der noch Mike Walker (Gitarre) und Iain Dixon (Saxophon) gehörten; die weiteren Mitglieder stammten alle aus dem Creative Jazz Orchestra oder hatten mit Vince Mendoza, Michael Gibbs, Kenny Wheeler gearbeitet. Daneben spielte Iles mit verschiedenen Londoner Bands wie der Steve Argüelles Band, Mick Huttons Straight Face, dem Stan Sulzmann Quartett, mit Tina May und mit Karen Sharp. Mit Norma Winstone, Mike Walker, Mark Lockheart, Steve Watts und James Maddren bildete sie das Sextett The Printmakers (Westerly, 2015). Iles wirkte an Aufnahmen von Tina May, Sylvan Richardson, dem Mike Gibbs Orchestra (Ah Hum, 1994), Stan Sulzmann, Anthony Braxton, Martin Speake, Geoff Simkins, Ingrid Laubrock, Karen Sharp, Georgia Mancio und Scott Hamilton mit. Auftritte mit ihr beim Pizza Express Steinway 2-Piano Festival 2011 (mit Kate Williams) wurden im Hörfunk übertragen.
Iles unterrichtete an der Middlesex University; zuvor war sie an der University of York, dem Leeds College of Music, der Guildhall School of Music und war in Bulgarien, den Niederlanden, Frankreich und Finnland tätig.
Anfang April 2025 wurde bekannt, dass Nikki Iles ab Juni 2025 zum Start der Saison 2025/2026 neue Chefdirigentin der NDR Bigband sein wird. Zuvor hatte sie 2020 am Kompositionswettbewerb der Bigband teilgenommen; nach ersten gemeinsamen Konzerte wurde sie zum Composer in Residence ernannt.

## Preise und Auszeichnungen
1996 wurde Iles beim BT Jazz Festival mit dem John Dankworth Special Award ausgezeichnet. Bei den British Jazz Awards 2017 gewann sie als beste Pianistin; 2019 erhielt sie den Ivors Academy Award. 2020 wurde sie mit ihrem 20-köpfigen Jazz Orchestra bei den Parliamentary Jazz Awards Siegerin in der Kategorie Jazz Ensemble of the Year.

## Diskographische Hinweise
- Veils (Symbol 2003, mit Stan Sulzmann, Mike Outram, Mike Hutton, Anthony Michelli)
- Everything I Love (Basho Records 2004)
- Tony Coe, Tina May & Nikki Iles: More Than You Know (33 Records, 2004)
- Hush (Basho 2012, mit Rufus Reid, Jeff Williams)
- Stan Sulzmann / Nikki Iles Lush Life (Jellymould 2018, mit Dave Holland)